# Mittenberg

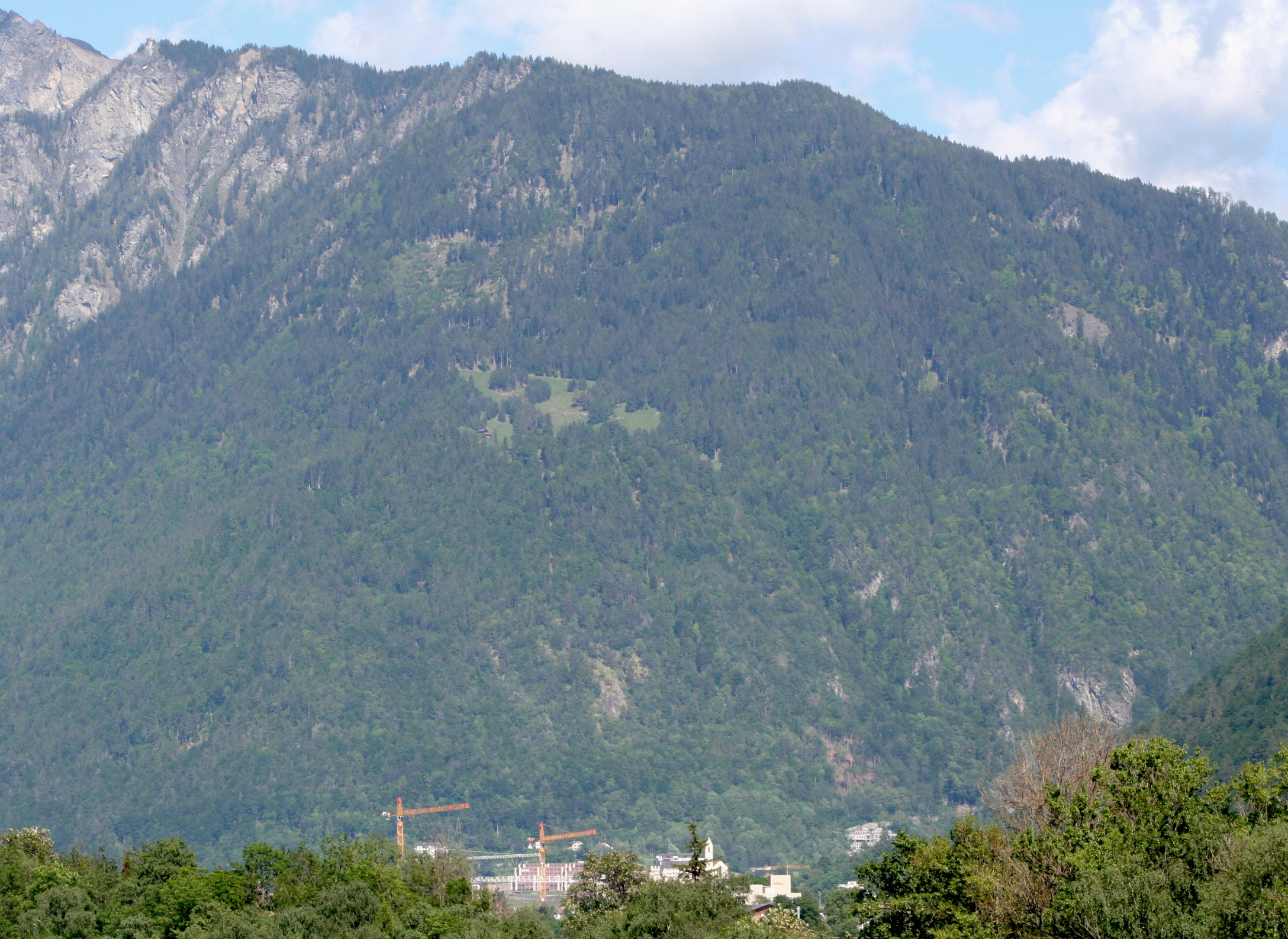
In der Bildmitte: Alp Mittenberg

Der Mittenberg ist eine Alp und ein Maiensäss östlich oberhalb der Stadt Chur im schweizerischen Kanton Graubünden. Er liegt rund 500 Meter oberhalb der Stadt auf einer Terrasse in einer grossen Waldlichtung an der westlichen Flanke des Ochsenberges auf einer Höhe von rund 1100 Metern.
Von der psychiatrischen Klinik Waldhaus aus führt eine Waldstrasse auf den Mittenberg. Von Chur aus ist er auf verschiedenen Wanderwegen erreichbar. Der Mittenberg ist eines der Ziele der sogenannten Churer Maiensässfahrt, bei der seit 1835 die rund 3000 Schulkinder der Stadt Chur einen unbeschwerten Tag auf verschiedenen Maiensässen verbringen.
Am Mittenberg liegt als einziges Sakralgebäude die St. Luzikapelle.